# Top Star
Top Star foi a bola de futebol produzida para uso na Copa do Mundo FIFA de 1958 realizada na Suécia.
O modelo Top Star foi escolhido oficialmente pela FIFA após um teste com quase cem modelos em uma quadra de Estocolmo. Assim como na bola usada na copa anterior, também com 18 gomos possuía uma costura em zigue-zague, diminuindo a tensão aplicada pela pressão interna.